# Crimen en Bolivia

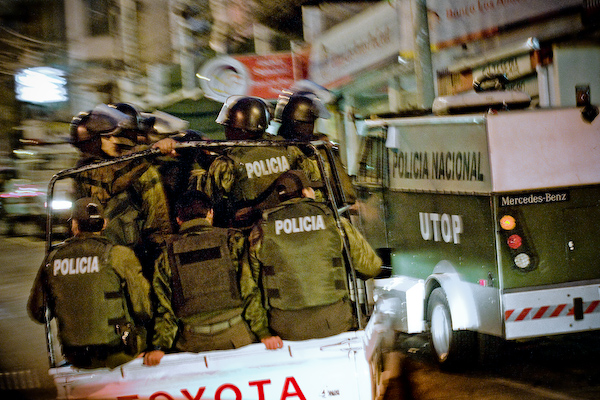
Uniformados de la Policía Nacional de Bolivia junto a un carro de la Unidad Táctica de Operaciones Policiales.

El crimen en Bolivia es investigado por la Policía Nacional de Bolivia. Las ciudades de Santa Cruz de la Sierra, Cochabamba, La Paz y El Alto son consideradas las más violentas e inseguras de Bolivia, representando casi el 75% del total de los delitos cometidos.
Esta elevada incidencia delictiva se atribuye, por una parte, a su alta densidad demográfica, ya que en estas ciudades, que forman parte del Eje central de Bolivia, reside cerca del 70 % de la población boliviana, y por otra, al proceso de urbanización acelerada que experimentan estas áreas metropolitanas.
La inseguridad en Bolivia responde a factores estructurales y multicausales, entre los que destacan las rigideces presupuestarias, las limitaciones institucionales en los sistemas de seguridad y justicia, la falta de coordinación interinstitucional, y la ubicación geográfica del país, que lo expone a la influencia del crimen organizado transnacional. A ello se suman debilidades en las capacidades preventivas, déficits en la cohesión social y problemas históricos que se arrastran desde décadas atrás.

## Crimen por tipo

### Asesinato
En 2023, Bolivia tuvo una tasa de homicidio intencional de 4,37 por cada 100.000 habitantes. Hubo un total de 535 homicidios intencionales reportados en Bolivia en 2023. Según datos de la Oficina de Naciones Unidas contra la Droga y el Delito (UNODC), los homicidios intencionales aumentaron en Bolivia un 10% entre 2023 y 2022. Al 2022, Bolivia es el país con menor cantidad de homicidios intencionales de América Latina y el Caribe, con una tasa de 4,02 por cada 100 mil habitantes.

### Robos
Según datos del Programa de las Naciones Unidas para el Desarrollo (PNUD), Bolivia tenía una tasa de robos de 87,6 por cada 100.000 habitantes en 2010. Esto lo ubica como el segundo país con menos robos de Sudamérica.

### Comercio ilegal de drogas
El filósofo boliviano José Antonio Quiroga ha sostenido que, desde la época colonial, los cultivos de hoja de coca han sido motivo de controversia respecto a su reducción y a la magnitud de la misma, y afirma que las decisiones más relevantes al respecto han sido tomadas fuera de Bolivia.
A pesar de que Bolivia suscribió la Convención Única sobre Estupefacientes de las Naciones Unidas (ONU) de 1961, la Ley 171 del 10 de enero de 1962 no clasificó la hoja de coca como estupefaciente, a diferencia de la cocaína. Dicha normativa solo hizo referencia a la “ecgonina”, un alcaloide presente en la coca, sin criminalizar la esta en su forma natural.
Desde 1988, la estrategia antidroga en Bolivia ha incluido la interdicción, es decir, la prohibición y represión del tráfico ilícito de sustancias controladas. La legislación nacional permite hasta 12.000 ha de cultivos de coca para usos tradicionales, mientras que los cultivos excedentarios están sujetos a erradicación. Bolivia enfrenta desde hace décadas serios desafíos en la lucha contra el narcotráfico. En 2010, con una producción anual estimada de 40.200 toneladas de hoja de coca, el país ocupaba el tercer lugar mundial, representando el 15,3 % del total global. Según la Junta Internacional de Fiscalización de Estupefacientes (JIFE), ese mismo año la producción potencial de cocaína en Bolivia alcanzó las 113 toneladas, situando al país como el tercer mayor exportador de este estupefaciente, después de Colombia y Perú. El tráfico ilícito de cocaína en el país genera aproximadamente 500 millones de dólares anuales.
Desde 2004, el gobierno de Bolivia implementa una política de participación voluntaria de los agricultores en las cocaleras del país. Por ejemplo, a los cocaleros del Chapare se les permite cultivar un cato de coca al año (equivalente a 1.600 m²). Cualquier cultivo que supere ese límite, o que se realice fuera de las regiones autorizadas, está sujeto a eliminación. Esta estrategia se basa en la capacidad de las federaciones de cocaleros para hacer cumplir los acuerdo. Estas federaciones tienen influencia considerable, y las sanciones por incumplimiento, ya sea por parte de los agricultores o por una aplicación laxa de los compromisos, pueden incluir la confiscación de tierras.
Los cultivos de hoja de coca en Bolivia se incrementaron un 4%, pasando de 29.900 hectáreas en 2022 a 31.000 hectáreas en 2023.

### Violencia doméstica

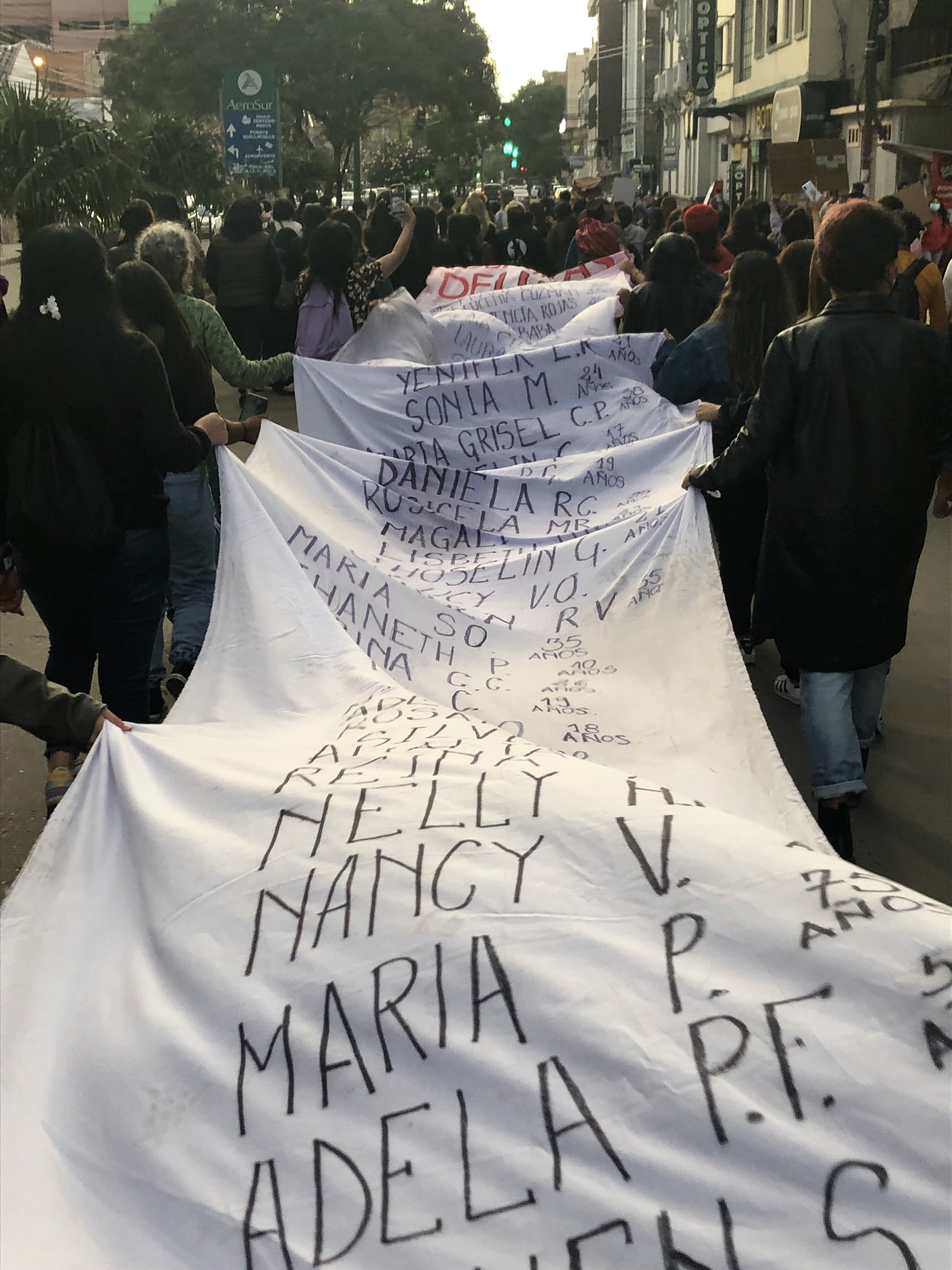
Marcha del Día Internacional de la Eliminación de la Violencia contra la Mujer en Cochabamba.

En Bolivia, se considera la violencia en la familia o doméstica a toda agresión física, psicológica o sexual ejercida por familiares directos, parientes civiles o responsables del cuidado. Esta forma de violencia, especialmente en el ámbito de la pareja, se refleja en las estadísticas y en los informes cotidianos, que evidencian una alta prevalencia de denuncias en las que la víctima es la mujer. En Bolivia se reconocen 16 formas de violencia contra las mujeres, según lo establece la Ley Integral para Garantizar a las Mujeres una Vida Libre de Violencia. Sin embargo, algunas de estas formas de agresión son percibidas como situaciones cotidianas por parte de las víctimas, lo que dificulta su denuncia y visibilización.
En 1982, Bolivia ratificó la Convención sobre la Eliminación de Todas las Formas de Discriminación contra la Mujer (CEDAW) y, en 1989, incorporó formalmente este instrumento al ordenamiento jurídico nacional mediante la promulgación de la Ley N.º 1100. Según el Índice de Paz y Seguridad de las Mujeres 2023, Bolivia tuvo una puntuación de 88,8/100 en cuanto a la ausencia de discriminación legal contra la mujer.

### Corrupción
El escritor boliviano Alcides Arguedas abordó el problema de la corrupción en su obra Pueblo enfermo (1909), donde denunció el saqueo de los recursos públicos y la falta de moral en quienes administraban fondos fiscales. Sus observaciones reflejan la presencia histórica de la corrupción en Bolivia desde principios del siglo XX.
Bolivia enfrenta desafíos persistentes en la lucha contra la corrupción, especialmente en el sistema judicial, lo que ha afectado negativamente su desarrollo económico, social y político. Con la promulgación de la Constitución Política del Estado en 2009, el país inició un proceso de reforma institucional y legal orientado a combatir los efectos de la corrupción y fortalecer sus instituciones. En respuesta a la corrupción endémica, Bolivia ha aprobado diversas normativas, entre ellas la Ley de Lucha Contra la Corrupción, Enriquecimiento Ilícito e Investigación de Fortunas, conocida como Ley Marcelo Quiroga Santa Cruz. Esta legislación tiene por objetivo prevenir, investigar y sancionar actos de corrupción cometidos por personas naturales, jurídicas, funcionarios y exfuncionarios públicos. No obstante, la efectividad en su aplicación y la percepción ciudadana sobre estas medidas han sido dispares.
En este contexto, se ha señalado la existencia de una cultura política de la corrupción, caracterizada por la normalización de prácticas corruptas dentro del aparato estatal y la ausencia de políticas eficaces para su erradicación. Este fenómeno, presente en Bolivia, genera importantes pérdidas para las finanzas públicas.
Según el Índice de percepción de corrupción (IPC), Bolivia tenía una puntuación de 28 sobre 100 en 2024. A nivel mundial, esto corresponde al puesto 133 de 180 países clasificados por el IPC. La puntuación bajó un punto con respecto al 2023. Además, de acuerdo al Índice de corrupción política de 2024, Bolivia ocupa el puesto 113 de 180, con una puntuación de 0,655.